# デイヴィッド・ドッジ

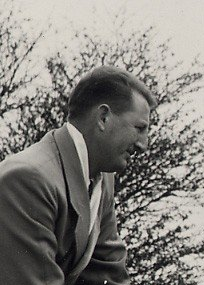
1957年のデイヴィッド・ドッジ

デイヴィッド・フランシス・ドッジ（David Francis Dodge、1910年8月18日 - 1974年8月8日）は、アメリカの推理作家、スリラー作家、旅行記の著者。デビュー作は1941年刊行。
綿密な筋立てといきいきとした会話、印象的かつ明瞭に描きわけられたキャラクター、異国情緒あふれる土地描写が作品の特徴。旅行にまつわる著作では世界を旅してまわるドッジ一家（デイヴィッド、妻のエルヴァ、娘のケンダル）の珍道中が記されており、予算の限られた旅行者にとって実用的なアドバイスや情報がふんだんに散りばめられたものとなっている。

## 経歴
カリフォルニア州バークレーで、サンフランシスコの建築家ジョージ・アンドリュー・ドッジの末っ子として生まれる。父ジョージが交通事故で亡くなったあと、母はカリフォルニア州南部へと一家の居を移し、ドッジはロサンゼルスのリンカーン高校に通うこととなるが卒業することはなかった。退学後は銀行の使送業務員、海洋消防士、港湾労働者、夜間警備員に従事。1934年、サンフランシスコの会計事務所マクラーレン・グッド＆カンパニーへ働きに出はじめ、1937年には公認会計士となる。1936年7月17日、マクミラン出版社の編集者エルヴァ・キースと結婚し、1940年には一人娘のケンダルが生まれる。真珠湾攻撃後はアメリカ海軍予備役として従軍した。
ドッジの出版キャリアは1936年、北部カリフォルニアドラマ協会の第三回一幕劇トーナメントで優勝したことに始まる。受賞した作品 "A Certain Man Had Two Sons,"（ある人に息子二人あり）はその後、サンフランシスコのthe Banner Play Bureauで出版された。会計事務所の上司であるロイヤル・マクラーレンとの共作 "Christmas Eve at the Mermaid,"（マーメイドでクリスマスイブを）は1940年と1959年にボヘミアンクラブのクリスマス劇として上演、再演された。この作品は1961年、 the Grabhorn Press によって「ボヘミアのシェイクスピア」と題され出版された。
1941年、マクミラン社から処女小説 Death and Taxes（死と税金）が出版された。同作は公認会計士としての経験を生かして書かれたもので、サンフランシスコの税金の専門家であり気乗りしない探偵役ジェームズ・ホイットニー（ホイット）が登場する。ホイットニーシリーズの三作、『黒い羊の毛をきれ』（Shear the Black Sheep 1942年 マクミラン）、Bullets for the Bridegroom （花婿への弾丸 1944年 マクミラン）、大麻密輸業者との戦いを描いた It Ain't Hay（大麻なんかじゃない 1946年 サイモン＆シュスター）（英版タイトル A Drug on the Market）も間を置かず刊行された。その題材と、初版カバーと再版のペーパーバック両方に付された心揺さぶるカバーアートのため、この本はいまなおドッジ作品のなかで収集価値の高いものの一つとなっている。
1945年、海軍の現役服務が終了。サンフランシスコを離れたドッジは、妻子とともに車でグアテマラ旅行に出かけ、旅行ライターとしてのセカンドキャリアを歩み始めた。ドッジ家のメキシコ珍道中は、 How Green Was My Father（1947年 サイモン＆シュスター社）に面白おかしく記されている。南米での経験からもうひとつ生み出されたのが、二人目のシリーズキャラであるアル・コルビーである。国外在住の私立探偵であり屈強な冒険家でもあるコルビーは The Long Escape（1948年 ランダムハウス）で初めて登場した。
コルビーシリーズの続編二作も好評を得たのち、ドッジはシリーズキャラクターを使うことをやめ、世界各地のエキゾチックな場所でまき起こるサスペンスアドベンチャーを描いた単独作品に注力した。1952年に出版された泥棒成金 (To Catch a Thief)は、アルフレッド・ヒッチコックが出版前に映画化権を買い取り、1955年にケーリー・グラントとグレース・ケリー主演で映画化したことにより、ドッジの作家人生において最大の成功となった。
以後、ミステリー小説と旅行記を交互に書きつつ、世界中でしくじったり値切り交渉したりするドッジ一家の冒険譚を執筆し続けた。1953年に出版された The Poor Man’s Guide to Europe, a "tipsheet for nickel-nursers and skinflints" （貧乏人のためのヨーロッパガイド "ケチと節約家のためのヒント集"）は、ランダムハウス社が1954年から1959年の間、毎年改訂版を出すほどの大ヒットとなり、ブック・オブ・ザ・マンス・クラブにも選ばれた。この本は昔ながらの、かつ実用的な旅行本でありつつ、同時にドッジ家の逸話をたっぷりと散りばめたものでもあった。
またドッジはさまざまな雑誌に数多くの旅行記事を執筆しており、1948年から1968年にかけて Holiday Magazine の定期寄稿者であり続けた。
1968年、ドッジ夫妻はメキシコのサン・ミゲル・デ・アジェンデに移住する。妻エルヴァは1973年10月17日に死去。ドッジもそれから一年も経たない1974年8月8日に死去した。二人はともにサン・ミゲルに埋葬された。
本職は作家であったが、真に愛したのは旅行だった。多くの作家が執筆の材料集めのために旅行するのに対し、自分は旅行費用を稼ぐために書いている、とドッジは好んで説明した。
2005年、ハード・ケース・クライムがアル・コルビーシリーズの二作目である Plunder of the sun（太陽の略奪）を、2006年には完成済だった最後の小説 The Last Match を出版した。ドッジ死去の時点で売却されていなかった原稿がドッジの書類の中から見つかったのだ。
2010年、Bruin Books は Death and Taxes と To Catch a Thiefを、2011年にThe Long Escape を、2016年に Carambola を再版した。

## 著作一覧

### ホイットニーシリーズ
- Death and Taxes (1941)
- Shear the Black Sheep (1942)
- Bullets for the Bridegroom (1944)
- It Ain't Hay（英版タイトル A Drug on the Market）(1946)

### アル・コルビーシリーズ
- The Long Escape (1948)
- Plunder of the Sun (1949)
- The Red Tassel (1950)

### その他の小説
- To Catch a Thief（『泥棒成金』） (1952)
- The Lights of Skaro (1954)
- Angel's Ransom（英版タイトル Ransom of the Angel） (1956)
- Loo Loo's Legacy (1960)
- Carambola（英版タイトル High Corniche） (1961)
- Hooligan（英版タイトル Hatchetman） (1969)
- Troubleshooter (1971)
- The Last Match (2006)

### 旅行本
- How Green Was My Father (1947)
- How Lost Was My Weekend (1948)
- The Crazy Glasspecker（High Life in the Andes） (1949)
- 20,000 Leagues Behind the 8-Ball（With a Knife and Fork Down the Amazon） (1951)
- The Poor Man's Guide to Europe (1953)
- Time Out for Turkey（Talking Turkey） (1955)
- The Rich Man's Guide to the Riviera (1962)
- The Poor Man's Guide to the Orient (1965)
- Fly Down, Drive Mexico（The Best of Mexico by Car） (1968)